# أزمة الحدود بين المكسيك والولايات المتحدة

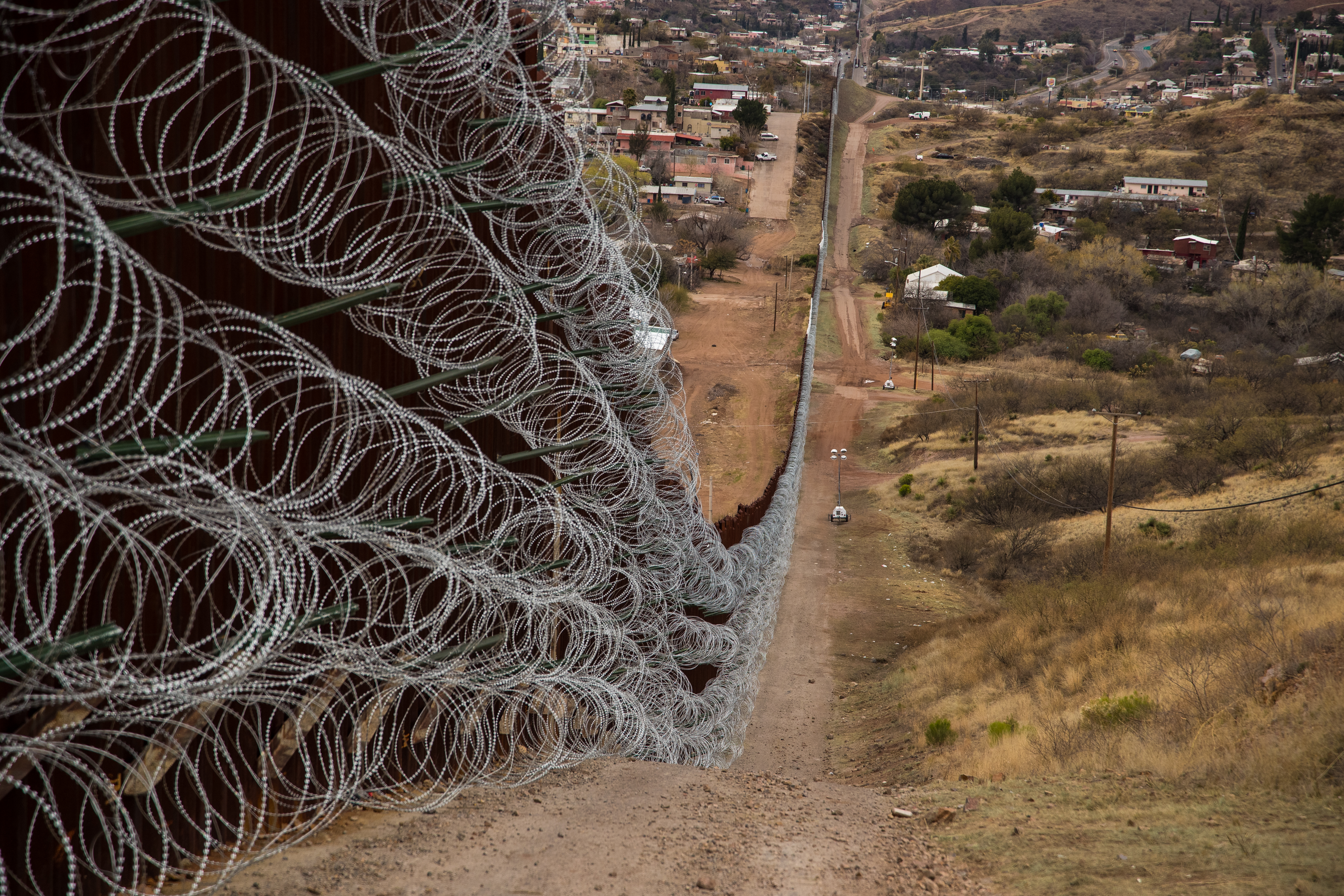
طبقات من الأسلاك الشائكة تدعم البنية التحتية للموانع الحدودية على طول الحدود الأمريكية المكسيكية بالقرب من نوغاليس، أريزونا،

أزمة الحدود بين المكسيك والولايات المتحدة تشير إلى السياسات التي أدت إلى مطالبة المهاجرين من أمريكا الوسطى بطلب اللجوء إلى الولايات المتحدة على حدود المكسيك والولايات المتحدة.

## خلفية
تم تكليف وكلاء دورية الحدود الأمريكية وهي وكالة فدرالية لإنفاذ القانون بردع وكشف واعتقال أي شخص يعبر إلى الولايات المتحدة بشكل غير قانوني في أي نقطة غير محددة كميناء دخول من قبل المدعي العام للولايات المتحدة. بالإضافة إلى ذلك يعترض العملاء ويصادرون المواد المهربة التي يتم تهريبها إلى الولايات المتحدة عبر منافذ غير الدخول. وكلاء حرس الحدود هم من مسؤولي الهجرة والجمارك.
في العديد من الأماكن هناك تهدد مخاطر بما في ذلك الاختطاف والقتل والاعتداء الجنسي، آلاف المهاجرين من أمريكا الوسطى الذين تجمعوا في مدن حدودية مكسيكية مثل ماتاموروس منذ شهور، وتم منعهم من طلب اللجوء في الولايات المتحدة بسبب سياسات التقييد الجديدة. قدمت الحكومة الأمريكية والأمم المتحدة وسائل نقل مجانية لإعادة اللاجئين إلى ديارهم في أمريكا الوسطى، لكن كثيرين آخرين عالقين في ماتاموروس قالوا إن اليأس دفعهم إلى التفكير في المعابر الحدودية الغادرة والمهددة للحياة من خلال فرض رسوم عبر النهر، والصعود إلى مقطورات جرارات ساخنة وبلا هواء يقودها مهرِّبو البشر. في عام 2019 كما ذكرت دورية حرس الحدود ارتفع عدد المهاجرين الذين تم القبض عليهم وهم مختبئون في الجرارات والمقطورات على طول الحدود بنسبة 40 في المائة هذا العام، وفقًا لدوريات الحدود.

### زيادة أعداد القصر غير المصحوبين بذويهم 2021
في وقت مبكر خلال فترة الرئيس جو بايدن أثار ارتفاع عدد القصر غير المصحوبين بذويهم على الحدود الأمريكية الجدل. وفقًا لتقرير بوليتيكو لعام 2021 توقع الجمهوريون قبل تولي جو بايدن منصبه أن يكون هناك زيادة حدودية في بداية عام 2021 بسبب الأنماط الموسمية والأزمات الإقليمية والتنسيق لجعلها قضية مركزية في الفترة التي سبقت انتخابات التجديد النصفي لعام 2022. كان عدد المهاجرين الذين يصلون إلى الولايات المتحدة من أمريكا الوسطى في ارتفاع منذ أبريل 2020 بسبب استمرار العنف والكوارث الطبيعية وانعدام الأمن الغذائي والفقر في المنطقة. في فبراير 2021 أبلغت دورية حرس الحدود الأمريكية عن زيادة بنسبة 61٪ في المواجهات مع الأطفال غير المصحوبين بذويهم عن الشهر السابق. شكلت المواجهات المُبلغ عنها 5.858 في يناير إلى 9.457 في فبراير أكبر زيادة بنسبة شهر واحد في المواجهات مع الأطفال غير المصحوبين بذويهم منذ أن بدأت الجمارك وحماية الحدود الأمريكية في تسجيل البيانات في عام 2010. بحلول نهاية أبريل 2021 انخفض عدد الأطفال المحتجزين في مرافق حرس الحدود بنسبة 84٪، مما وضعهم تحت رعاية حكومية.